# Liste der Baudenkmäler in Gerschede
Die Liste der Baudenkmäler in Gerschede enthält die denkmalgeschützten Bauwerke auf dem Gebiet von Essen-Gerschede, Stadtbezirk IV, in Nordrhein-Westfalen (Stand: Januar 2016). Diese Baudenkmäler sind in der Denkmalliste der Stadt Essen eingetragen; Grundlage für die Aufnahme ist das Denkmalschutzgesetz Nordrhein-Westfalen (DSchG NRW).

| Bild                                        | Bezeichnung                                 | Lage                                        | Beschreibung                                                                                   | Bauzeit              | Eingetragen seit | Denkmal- nummer |
| ------------------------------------------- | ------------------------------------------- | ------------------------------------------- | ---------------------------------------------------------------------------------------------- | -------------------- | ---------------- | --------------- |
| Ehem. Kerkmannshof                          | Ehem. Kerkmannshof                          | Düppenberg 70 Karte                         |                                                                                                | Ende 18. Jahrhundert | 14. Februar 1985 | 41              |
| Wohnhaus                                    | Wohnhaus                                    | Gerscheder Straße 6 Karte                   |                                                                                                | 18. Jahrhundert      | 10. Juli 1986    | 119             |
| Ehem. Schafenkampskotten                    | Ehem. Schafenkampskotten                    | Gerscheder Straße 71 Karte                  | ehemaliges Gesindewohnhaus                                                                     | um 1800              | 14. Februar 1985 | 42              |
| Wohn- und Geschäftshaus (Glückauf-Apotheke) | Wohn- und Geschäftshaus (Glückauf-Apotheke) | Levinstraße 105 Karte                       |                                                                                                | 1903                 | 12. Oktober 1995 | 868             |
| Marienhäuschen                              | Marienhäuschen                              | Münstermannstraße / Gerscheder Straße Karte | ursprünglich Hirtenkapelle, auch Segensstation bei Marienprozessionen                          | 1784                 | 14. Februar 1985 | 43              |
| Ehem. Buckermannshof                        | Ehem. Buckermannshof                        | Nordlandaue 5 Karte                         | Das Hofgebäude des ehemaligen Buckermannshofes beherbergt heute die Gaststätte Buckermannshof. | 1749                 | 14. Februar 1985 | 40              |